# Корнійчук Євген Володимирович
Євге́н Володи́мирович Корнійчу́к (нар. 18 жовтня 1966, м. Вінниця) — український політик. Народний депутат України. Надзвичайний і повноважний посол України в Ізраїлі. Колишній член та лідер Української соціал-демократичної партії (з листопада 2006 до грудня 2011). Перший заступник Міністра юстиції України (2007–2010).

## Освіта
У 1987 р. закінчив Мінське вище військово-політичне училище, у 1996 році — Київський університет ім. Т. Шевченка за фахом юрист. Також у 1998 р. закінчив Школу Південного методистського університету (штат Техас, США) за фахом магістр міжнародного права.

## Кар'єра
- 1987–1992 — служба в армії.
- 1992–1993 — старший консультант Міністерства юстиції України,
- З 1993 року — в Міністерстві закордонних справ України.
- 1993–1998 — Віце-консул України в Нью-Йорку.
- 1997–1998 — секретар судді Верховного суду Джеррі Бушмеєра, Північний округ Техасу, США.
- 1998–2000 — радник відділу міністерства закордонних справ України, спеціалізувався на контактах з Америкою і Канадою; завідувач відділом — заступник начальника договірного-правового департаменту.

Працював завідувачем відділу міжнародних договорів МЗС України, з 2000 — старший викладач Дипломатичної академії при МЗС України, старший партнер юридичної фірми «Магістр & Партнери».
Обраний депутатом Київської міської ради (квітень 2006).
Голова Київської міської організації УСДП (березень 2005 — листопад 2006).
Член Київської міської колегії адвокатів, Україно-американської асоціації адвокатів. Відзначений в рейтингу «100 рекомендованих юристів» видавництва «Юридична практика».
Володіє англійською мовою.
Державний службовець 1-го рангу (червень 2009).

## Парламентська діяльність
Народний депутат України 5-го скликання з 25 травня 2006 до 15 червня 2007 від «Блоку Юлії Тимошенко», № 113 в списку. На час виборів: старший викладач Дипломатичної академії при МЗС України, член УСДП. Член фракції «Блок Юлії Тимошенко» (з травня 2006). Перший заступник голови Комітету з питань правової політики (з липня 2006). 15 червня 2007 достроково припинив свої повноваження під час масового складення мандатів депутатами-опозиціонерами з метою проведення позачергових виборів до Верховної ради.
Народний депутат України 6-го скликання з 23 листопада 2007 до 25 травня 2008 від «Блоку Юлії Тимошенко», № 10 в списку. На час виборів: старший викладач Дипломатичної академії при МЗС України, член УСДП. Член фракції «Блок Юлії Тимошенко», заступник голови (з листопада 2007). Член Комітету з питань правосуддя (з грудня 2007). Склав депутатські повноваження 23 травня 2008.
10 вересня 2020 року президент України Володимир Зеленський своїм указом № 385/2020 призначив Євгена Корнійчука надзвичайним і повноважним послом в Державі Ізраїль. 16 листопада Євген Корнійчук приступив до виконання обов'язків посла, вручивши копії Вірчих грамот голові державного протоколу МЗС Ізраїлю Гілу Хаскела.

## Політичні переслідування
22 грудня 2010 року Генеральна прокуратура України провела обшук в центральному офісі партії. Голову партії Євгена Корнійчука було взято під варту в зв'язку зі звинувачуванням в корупційних діях під час роботи першим заступником міністра юстиції України..
15 лютого 2011 слідчий ГПУ змінив запобіжний захід: замість арешту — підписка про невиїзд.
У березні 2011 року Європейський суд з прав людини прийняв скаргу Корнійчука про незаконність його затримання та арешту.
11 травня 2016 року Вищий спеціалізований суд України виніс виправдувальний вирок у справі колишнього першого заступника міністра юстиції України Євгена Корнійчука. Колегія суддів ВССУ відхилила касаційну скаргу на вирок Печерського райсуду.
У січні 2018 року Європейський суд з прав людини в справі «Korniychuk v. Ukraine (no. 10042/11)» став на бік Євгена Корнійчука, визнавши незаконним його арешт в грудні 2010 року, оскільки він був проведений без судового ордера. ЄСПЛ також зобов'язав Україну виплатити Корнійчуку EUR 6,5 тис. нематеріальної шкоди.

## Сїм'я
Розлучений.
старший син Андрій помер в травні 2023 року в процесі лікування, находячись в медичному закладі

## Дипломатичний ранг
- Надзвичайний і Повноважний Посланник другого класу (2024)[11]